# Alighiero Ridolfi
Alighiero Ridolfi   (Cesena, 22 d'agost de 1924 - Cesena, 3 d'abril de 1978) va ser un ciclista italià, professional durant les dècades de 1940 i 1950. En el seu palmarès destaca una victòria d'etapa a la Volta a Espanya de 1950.

## Palmarès
- 1948
  - Vencedor d'una etapa al Giro de la Pulla
- 1950
  - Vencedor d'una etapa a la Volta a Espanya

### Resultats a la Volta a Espanya
- 1950. 8è de la classificació general. Vencedor d'una etapa